# Rodez Aveyron Football 2017-2018 (femminile)
Questa voce raccoglie le informazioni riguardanti la squadra femminile del Rodez Aveyron Football nelle competizioni ufficiali della stagione 2017-2018.

## Divise e sponsor
La grafica delle divise casalinghe ripropone i colori sociali del club, il rosso e il giallo. Lo sponsor tecnico, fornitore delle tenute da gioco, era Adidas.
| Casa | Trasferta |

## Organigramma societario
Area tecnica
- Allenatore: Grégory Mleko
- Vice allenatore: Sabrina Viguier
- Preparatore dei portieri: Christophe Chaomleffel
- Preparatore atletico: Chahid Zouaki

## Rosa
Rosa, ruoli e numeri di maglia come da sito ufficiale.
| N. |                       | Ruolo | Calciatrice          |
| -- | --------------------- | ----- | -------------------- |
| 1  | Francia (bandiera)    | P     | Julie Niphon         |
| 2  | Francia (bandiera)    | D     | Manon Guitard        |
| 3  | Francia (bandiera)    | D     | Fanny Hoarau         |
| 4  | Portogallo (bandiera) | D     | Raquel Infante       |
| 5  | Francia (bandiera)    | D     | Anne-Sophie Ginestet |
| 6  | Francia (bandiera)    | C     | Elise Bonet          |
| 7  | Francia (bandiera)    | C     | Marine De Sousa      |
| 8  | Francia (bandiera)    | C     | Coralie Austry       |
| 9  | Francia (bandiera)    | A     | Flavie Lemaître      |
| 10 | Francia (bandiera)    | C     | Laurie Cance         |
| 11 | Francia (bandiera)    | D     | Anne-Marie Banuta    |

| N. |                        | Ruolo | Calciatrice         |
| -- | ---------------------- | ----- | ------------------- |
| 13 | Francia (bandiera)     | C     | Charlène Farrugia   |
| 14 | Francia (bandiera)     | C     | Angeline Da Costa   |
| 15 | Francia (bandiera)     | A     | Océane Saunier      |
| 16 | Francia (bandiera)     | P     | Déborah Garcia      |
| 20 | Francia (bandiera)     | A     | Clara Noiran        |
| 21 | Paesi Bassi (bandiera) | D     | Gloria Mabomba      |
| 22 | Francia (bandiera)     | D     | Sofia Guellati      |
| 23 | Francia (bandiera)     | C     | Julie Peruzzetto    |
| 25 | Russia (bandiera)      | C     | Ekaterina Tyryškina |
| 27 | Francia (bandiera)     | D     | Pauline Garcia      |

## Calciomercato

### Sessione estiva
| Acquisti | Acquisti            | Acquisti      | Acquisti   |
| R.       | Nome                | da            | Modalità   |
| -------- | ------------------- | ------------- | ---------- |
| D        | Raquel Infante      | Levante       | definitivo |
| C        | Julie Peruzzetto    | Saint-Étienne | definitivo |
| C        | Ekaterina Tyryškina | Brescia       | definitivo |

| Cessioni | Cessioni        | Cessioni   | Cessioni   |
| R.       | Nome            | a          | Modalità   |
| -------- | --------------- | ---------- | ---------- |
| D        | Chloé Bornes    | Bordeaux   | definitivo |
| D        | Océane Daniel   | Fiorentina | definitivo |
| C        | Solène Barbance | Bordeaux   | definitivo |
| C        | Cathy Couturier | Soyaux     | definitivo |

### Sessione invernale
| Acquisti | Acquisti | Acquisti | Acquisti |
| R.       | Nome     | da       | Modalità |
| -------- | -------- | -------- | -------- |
|          |          |          |          |

| Cessioni | Cessioni          | Cessioni | Cessioni   |
| R.       | Nome              | a        | Modalità   |
| -------- | ----------------- | -------- | ---------- |
| C        | Angeline Da Costa | Twente   | definitivo |

## Risultati

### Division 1

#### Girone di andata
| Arbitro: | Guillemin |

|                                                                 |           |  |
| Ad. Hegerberg 9’, 10’, 40’, 82’ Le Sommer 25’, 81’ Hamraoui 78’ | Marcatori |  |

| Arbitro: | Solenne Bartnik |

|                                 |           |  |
| Diani 4’ Paredes 51’ Katoto 73’ | Marcatori |  |

| Arbitro: | Di Benedetto |

|             |           |            |
| Mabomba 86’ | Marcatori | 38’ Robert |

| Arbitro: | Burban |

|                                     |           |  |
| Thiney 7’, 87’ Matéo 26’ Catala 77’ | Marcatori |  |

| Arbitro: | Loidon |

|  |           |                                                                         |
|  | Marcatori | 44’, 80’ Le Bihan 49’ Jakobsson 51’ Blackstenius 76’ Toletti 83’ Gauvin |

| Arbitro: | Beyer |

|               |           |                |
| Istillart 14’ | Marcatori | 43’ Peruzzetto |

| Arbitro: | Coppola |

|              |           |                   |
| Lemaître 12’ | Marcatori | 72’ (rig.) Clerac |

| Arbitro: | Bagrowski |

|  |           |                       |
|  | Marcatori | 1’ Saunier 76’ Austry |

| Rodez 18 novembre 2017, ore 18:00 CET 9ª giornata | Rodez | 0 – 0 referto | ASPTT Albi | Stadio Paul Lignon (534 spett.)\| Arbitro: \| Beyer \| |
| Arbitro:                                          | Beyer |               |            |                                                        |

| Arbitro: | Soriano |

|                       |           |  |
| Palacin 7’ Dunord 81’ | Marcatori |  |

| Arbitro: | Vanderstichel |

|                                                   |           |                         |
| Peruzzetto 4’ Lemaître 56’ (rig.), 85’ Noiran 59’ | Marcatori | 66’ Caputo 90+3’ Asseyi |

#### Girone di ritorno
| Arbitro: | Solen Dallongeville |

|                                                                              |           |  |
| Tyryškina 23’ (aut.) Berglund 56’ Katoto 57’ Hermoso 63’ Delie 78’ Diani 87’ | Marcatori |  |

| Arbitro: | Soriano |

|                                     |           |            |
| Morin 62’ Oparanozie 64’ Robert 81’ | Marcatori | 70’ Noiran |

| Rodez 4 febbraio 2018, ore 13:00 CET 14ª giornata | Rodez   | 0 – 0 referto | Paris FC | Stadio Paul Lignon (208 spett.)\| Arbitro: \| Bartnik \| |
| Arbitro:                                          | Bartnik |               |          |                                                          |

| Arbitro: | Bagrowski |

|                           |           |             |
| Veje 36’ Blackstenius 63’ | Marcatori | 88’ Saunier |

| Arbitro: | Bartnik |

|                                         |           |                                    |
| Lemaître 49’ Kathellen Sousa 82’ (aut.) | Marcatori | 66’ Kathellen Sousa 74’ Ali Nadjim |

| Arbitro: | Loidon |

|                                    |           |                           |
| Dumont 25’ Tolmais 62’ Babinga 89’ | Marcatori | 45’ Noiran 77’ Peruzzetto |

| Arbitro: | Vanderstichel |

|                                  |           |           |
| Lemaître 62’ (rig.) De Sousa 85’ | Marcatori | 87’ Saïdi |

| Arbitro: | Soriano |

|            |           |                     |
| Cazeau 23’ | Marcatori | 66’ (rig.) Lemaître |

| Arbitro: | Vanderstichel |

|                                         |           |             |
| Lemaître 29’ Tyryškina 43’ De Sousa 89’ | Marcatori | 53’ Lavogez |

| Arbitro: | Di Benedetto |

|  |           |              |
|  | Marcatori | 69’ Lemaître |

| Arbitro: | Loidon |

|  |           |                                                                |
|  | Marcatori | 8’ Laurent 21’ Ad. Hegerberg 34’, 41’ Abily 67’, 70’ Le Sommer |

### Coppa di Francia
| Arbitro: | Bourquin |

|  |           |                                                       |
|  | Marcatori | 8’ Cance 31’, 69’ Peruzzetto 74’ Lemaître 76’ Saunier |

| Arbitro: | Fournier |

|                 |           |                                    |
| Ndolo Ewelé 58’ | Marcatori | 2’ Noiran 23’ Lemaître 85’ Mabomba |

| Arbitro: | Savina Elbour |

|                                                     |           |             |
| Hermoso 12’, 32’ Katoto 20’ Baltimore 60’ Delie 80’ | Marcatori | 46’ Mabomba |

## Statistiche

### Statistiche di squadra
| Competizione     | Punti | In casa | In casa | In casa | In casa | In casa | In casa | In trasferta | In trasferta | In trasferta | In trasferta | In trasferta | In trasferta | Totale | Totale | Totale | Totale | Totale | Totale | DR  |
| Competizione     | Punti | G       | V       | N       | P       | Gf      | Gs      | G            | V            | N            | P            | Gf           | Gs           | G      | V      | N      | P      | Gf     | Gs     | DR  |
| ---------------- | ----- | ------- | ------- | ------- | ------- | ------- | ------- | ------------ | ------------ | ------------ | ------------ | ------------ | ------------ | ------ | ------ | ------ | ------ | ------ | ------ | --- |
| Division 1       | 22    | 11      | 3       | 5       | 3       | 13      | 23      | 11           | 2            | 2            | 7            | 9            | 29           | 22     | 5      | 7      | 10     | 22     | 52     | -30 |
| Coppa di Francia | -     | -       | -       | -       | -       | -       | -       | 3            | 2            | 0            | 1            | 9            | 6            | 3      | 2      | 0      | 1      | 9      | 6      | +3  |
| Totale           | -     | 11      | 3       | 5       | 3       | 13      | 23      | 14           | 4            | 2            | 8            | 18           | 35           | 25     | 7      | 7      | 11     | 31     | 58     | -27 |

### Andamento in campionato
| Giornata  | 1  | 2  | 3  | 4  | 5  | 6  | 7  | 8  | 9  | 10 | 11 | 12 | 13 | 14 | 15 | 16 | 17 | 18 | 19 | 20 | 21 | 22 |
| --------- | -- | -- | -- | -- | -- | -- | -- | -- | -- | -- | -- | -- | -- | -- | -- | -- | -- | -- | -- | -- | -- | -- |
| Luogo     | T  | C  | C  | T  | C  | T  | C  | T  | C  | T  | C  | T  | T  | C  | T  | C  | T  | C  | T  | C  | T  | C  |
| Risultato | P  | P  | N  | P  | P  | N  | N  | V  | N  | P  | V  | P  | P  | N  | P  | N  | P  | V  | N  | V  | V  | P  |
| Posizione | 12 | 11 | 10 | 11 | 11 | 11 | 11 | 10 | 10 | 10 | 8  | 10 | 11 | 11 | 11 | 11 | 11 | 11 | 11 | 10 | 7  | 9  |

Legenda:

Luogo: C = Casa; T = Trasferta. Risultato: V = Vittoria; N = Pareggio; P = Sconfitta.

### Statistiche delle giocatrici
| Giocatore     | Division 1 | Division 1 | Division 1  | Division 1 | Coppa di Francia | Coppa di Francia | Coppa di Francia | Coppa di Francia | Totale   | Totale | Totale      | Totale     |
| Giocatore     | Presenze   | Reti       | Ammonizioni | Espulsioni | Presenze         | Reti             | Ammonizioni      | Espulsioni       | Presenze | Reti   | Ammonizioni | Espulsioni |
| ------------- | ---------- | ---------- | ----------- | ---------- | ---------------- | ---------------- | ---------------- | ---------------- | -------- | ------ | ----------- | ---------- |
| C. Austry     | 18         | 1          | 1           | 0          | 1                | 0                | 0                | 0                | 19       | 1      | 1           | 0          |
| A-M. Banuta   | 21         | 0          | 2           | 0          | 2                | 0                | 1                | 0                | 23       | 0      | 3           | 0          |
| C. Bodain     | 5          | 0          | 0           | 0          | -                | -                | -                | -                | 5        | 0      | 0           | 0          |
| É. Bonet      | 17         | 0          | 5           | 0          | 3                | 0                | 0                | 0                | 20       | 0      | 5           | 0          |
| L. Cance      | 22         | 0          | 3           | 0          | 3                | 1                | 1                | 0                | 25       | 1      | 4           | 0          |
| A. Chareyron  | 2          | 0          | 0           | 0          | 1                | 0                | 0                | 0                | 3        | 0      | 0           | 0          |
| A. Da Costa   | 9          | 0          | 0           | 0          | 0                | 0                | 0                | 0                | 9        | 0      | 0           | 0          |
| M. De Sousa   | 15         | 2          | 1           | 0          | 1                | 0                | 0                | 0                | 16       | 2      | 1           | 0          |
| C. Devez      | 0          | 0          | 0           | 0          | 1                | 0                | 0                | 0                | 1        | 0      | 0           | 0          |
| C. Farrugia   | 0          | 0          | 0           | 0          | -                | -                | -                | -                | 0        | 0      | 0           | 0          |
| D. Garcia     | 17         | -38        | 1           | 0          | 1                | -1               | 0                | 0                | 18       | -39    | 1           | 0          |
| P. Garcia     | -          | -          | -           | -          | -                | -                | -                | -                | -        | -      | -           | -          |
| A-S. Ginestet | 5          | 0          | 0           | 0          | 2                | 0                | 0                | 0                | 7        | 0      | 0           | 0          |
| S. Guellati   | 2          | 0          | 0           | 0          | 2                | 0                | 0                | 0                | 4        | 0      | 0           | 0          |
| M. Guitard    | 22         | 0          | 0           | 0          | 3                | 0                | 0                | 0                | 25       | 0      | 0           | 0          |
| F. Hoarau     | 16         | 0          | 1           | 0          | 2                | 0                | 0                | 0                | 18       | 0      | 1           | 0          |
| R. Infante    | 22         | 0          | 2           | 0          | 2                | 0                | 0                | 0                | 24       | 0      | 2           | 0          |
| F. Lemaître   | 21         | 8          | 1           | 0          | 3                | 2                | 0                | 0                | 24       | 10     | 1           | 0          |
| G. Mabomba    | 11         | 1          | 0           | 0          | 2                | 2                | 0                | 0                | 13       | 3      | 0           | 0          |
| C. Marsollier | 0          | 0          | 0           | 0          | -                | -                | -                | -                | 0        | 0      | 0           | 0          |
| J. Niphon     | 5          | -14        | 0           | 0          | 2                | -5               | 0                | 0                | 7        | -19    | 0           | 0          |
| C. Noiran     | 16         | 3          | 0           | 0          | 3                | 1                | 0                | 0                | 19       | 4      | 0           | 0          |
| J. Peruzzetto | 16         | 3          | 1           | 0          | 3                | 2                | 0                | 0                | 19       | 5      | 1           | 0          |
| A. Robert     | 0          | 0          | 0           | 0          | -                | -                | -                | -                | 0        | 0      | 0           | 0          |
| M. Saltel     | 0          | 0          | 0           | 0          | -                | -                | -                | -                | 0        | 0      | 0           | 0          |
| O. Saunier    | 22         | 2          | 3           | 0          | 2                | 1                | 0                | 0                | 24       | 3      | 3           | 0          |
| L. Talou      | 0          | 0          | 0           | 0          | -                | -                | -                | -                | 0        | 0      | 0           | 0          |
| E. Tyryškina  | 18         | 1          | 1           | 0          | 3                | 0                | 0                | 0                | 21       | 1      | 1           | 0          |